# Wattisham Airfield
Wattisham Airfield är en flygplats i Storbritannien.   Den ligger i grevskapet Suffolk och riksdelen England, i den sydöstra delen av landet, 100 km nordost om huvudstaden London. Wattisham ligger 86 meter över havet.
Terrängen runt Wattisham är huvudsakligen platt. Wattisham ligger uppe på en höjd. Runt Wattisham är det ganska tätbefolkat, med 129 invånare per kvadratkilometer. Närmaste större samhälle är Ipswich, 15,5 km sydost om Wattisham. Trakten runt Wattisham består till största delen av jordbruksmark.